# Dreamt Entertainment
Dreamt Entertainment (hangul: 드림티 엔터테인먼트), av företaget skrivet DreamT Entertainment, alternativt stavat Dream Tea Entertainment, är ett sydkoreanskt skivbolag och en talangagentur bildad år 2009 av Lee Jong-suk. Dreamt är dotterbolag till Imagine Asia sedan 2013.